# Branche de mai dans le Morbihan
La pose de la branche de mai (Barrin ar mae en breton) est une pratique rituelle d’une partie du Morbihan. Célébrée la veille du 1er mai par la pose d’une branche nommée en breton "Ar mae"  devant les habitations, elle est signe de l’arrivée des beaux jours et doit porter bonheur et protection au foyer honoré par un tel geste.

## Historique
Ainsi que le montrent les calendriers antiques grecs, germains et celtes, le mois de mai coïncide avec l’arrivée du printemps. C’est dans cette période que la nature, se réveillant, doit recevoir beaucoup d’attention de la part des populations paysannes afin d’assurer l’abondance des récoltes. Ainsi les croyances sont nombreuses à cette période là, tant l’enjeu est important, et cela se transforme en pratiques ritualisées dans les villages, au mois de mai et aux côtés des fêtes chrétiennes comme celle des Rameaux. 

## Pose de la branche de mai
Si aujourd’hui la branche de mai est plutôt considérée comme un porte bonheur, elle était autrefois accrochée aux endroits stratégiques de la ferme, comme le poulailler, le four, l’écurie, afin d’éloigner le mauvais sort. Les entrées de champs avaient également leur mai, afin d’assurer une bonne récolte et de repousser la maladie des cultures. 
Ce rituel se caractérise donc par la pose d’une branche de mai devant les maisons. Cette branche est souvent du hêtre, mais aussi du bouleau, de l’aubépine ou même aujourd’hui des bouquets de genêts. Elle est cueillie quelques jours auparavant dans les environs à l’occasion d’une promenade, autrefois par les garçons seulement, aujourd’hui en famille. La branche est ensuite déposée le soir du 30 avril devant les habitations des personnes âgées et celle de la famille ou des amis, qui ne découvriront ce signe d’affection que le lendemain, le 1er mai.
La pratique de la branche de mai dans le Morbihan est inscrite à l'Inventaire du patrimoine culturel immatériel en France.